# Talparia
Genre
Talparia est un genre de mollusques gastéropodes de la famille des Cypraeidae (les « porcelaines »). L'espèce-type est Talparia talpa.

## Liste d'espèces
Selon World Register of Marine Species (29 septembre 2017) :
- Talparia exusta (G. B. Sowerby I, 1832)
- Talparia talpa (Linnaeus, 1758)